# Megan Henry
Megan Henry (* 17. Juni 1987 in Norwalk, Connecticut) ist eine US-amerikanische Skeletonpilotin.

## Karriere
Megan Henry besuchte die American University in Washington und spielte dort gemeinsam mit Savannah Graybill Feldhockey. Die beiden begannen im Jahr 2011 mit Wettbewerben im Skeleton, nachdem sie zum Skeleton gewechselt waren. In der Saison 2010/11 gab sie als 24-Jährige ihr Debüt im Skeleton-Nordamerikacup. Bei ihrem ersten Rennen am 13. Januar 2011 in Lake Placid belegte sie den neunten Platz. In der darauffolgenden Saison konnte sie erstmals einen Platz unter den Top 5 belegen. Am 2. Dezember 2011 wurde sie beim Sieg von Katharine Eustace Vierte und am 29. März 2012 belegte sie beim Sieg von Melissa Hoar erneut den vierten Platz. Sie belegte den achten Platz in der Gesamtwertung des Nordamerikacups und war damit drittbeste Amerikanerin. In der Saison 2011/12 ging sie aber auch im Skeleton-Europacup an den Start. Bei ihrem ersten Rennen in dieser Rennserie belegte sie auf der Olympiabahn in Innsbruck den 13. Platz. Einen Tag später wurde sie Neunte und belegte damit ihr bisher bestes Resultat im Europacup. Am Ende der Saison belegte sie in der Gesamtwertung des Europacups den 23. Platz.
Nachdem sie in der Saison 2012/13 weder ein Rennen im Nordamerikacup als auch kein Rennen im Europacup bestritten hatte, konnte sie in der Saison 2013/14 im Skeleton-Nordamerikacup erstmals einen Podestplatz belegen. In Lake Placid belegte sie am 4. Dezember 2013 hinter ihrer Landsfrau Gracie Clapp und der Kanadierin Elisabeth Vathje den dritten Platz. In der Folge durfte sie in Whistler ihr Debüt im Skeleton-Intercontinentalcup geben. Während sie bei ihrem ersten Rennen am 5. Januar 2014 den 17. Platz belegte, konnte sie am darauffolgenden Tag im zweiten Wettbewerb den 14. Platz belegen.
In der Saison 2014/15 konnte sie im Intercontinentalcup erstmals einen Platz unter den Top 5 belegen. Auf der Olympiabahn in Whistler belegte sie am 16. Januar 2015 den fünften Platz. Kurz darauf durfte sie an der Skeleton-Weltmeisterschaft 2015, welche in der Veltins-Eisarena in der deutschen Stadt Winterberg ausgetragen wurde, teilnehmen. Sie startete beim Team-Wettbewerb für das zweite Team det Vereinigten Staaten und belegte mit dem Team den siebten Platz. Im Skeleton-Rennen der Frauen belegte sie den 21. Platz.
In der darauffolgenden Saison stand sie erstmals im Intercontinentalcup bei einem Wettbewerb auf dem Podium. Am 20. November 2015 belegte sie beim Wettbewerb in Lake Placid hinter ihrer Landsfrau Katie Uhlaender und vor Lanette Prediger aus Kanada den zweiten Platz. Am Ende der Saison belegte sie in der Gesamtwertung des Skeleton-Intercontinentalcups mit insgesamt 706 Punkten als drittbeste Amerikanerin den fünften Platz.
Gleich beim ersten Rennen der Saison 2016/17 in Innsbruck konnte sie auf dem Olympia Eiskanal Igls hinter der Niederländerin Kimberley Bos und vor der Kanadierin Lanette Prediger den zweiten Platz belegen. Bei den Intercontinentalcup-Rennen in Lake Placid konnte sie am 26. Januar 2017 hinter ihrer Landsfrau Savannah Graybill und vor der Britin Donna Creighton den zweiten Platz belegen. Einen Tag später belegten Savannah Graybill und Lanette Prediger den dritten Platz. In der Gesamtwertung belegte sie mit insgesamt 690 Punkten den vierten Platz.
Nachdem sie in der Saison 2017/18 keinen Podestplatz im Intercontinental-Cup belegen konnte und in der Gesamtwertung den fünften Platz belegte, konnte sie in der Saison 2018/19 beim Wettbewerb in Innsbruck am 16. November 2018 hinter der Lokalmatadorin Janin Flock und der Britin Laura Deas den dritten Platz belegen. Am Ende der Saison belegte sie hinter der Tschechin Anna Fernstädt und der Britin Ashleigh Fay Pittaway den dritten Platz in der Gesamtwertung des Intercontinentalcups. Zudem durfte sie an der Skeleton-Weltmeisterschaft 2019 im Whistler Sliding Centre teilnehmen. Bei dem Skeleton-Wettbewerb der Frauen konnte sie ihr Resultat aus dem Jahr 2015 verbessern und beendete den Wettbewerb auf dem 18. Platz.
Zur Saison 2019/20 stieg sie vom Intercontinental-Cup in den Weltcup auf und durfte in Lake Placid ihr Debüt im Skeleton-Weltcup geben. Am 7. Dezember 2019 belegte sie auf der Bahn in Lake Placid den zwölften Rang.